# 존 유
존 준 유(John Choon Yoo, 한국이름은 유준1967년 ~)은 한국계 미국인으로 UC 버클리 로스쿨 교수이다. 그는 네오콘의 싱크탱크 기관인 American Enterprise Institute의 연구원으로 활동하기도 하였으며, 현재는 UC 버클리 로스쿨뿐 아니라 국외에서도 왕성한 활동을 보여주고 있다.

## 생애
서울에서 태어나 유아(6세) 때 미국으로 이민을 갔으며 필라델피아에서 자랐다. 1989년 하버드 대학교를 미국역사학 전공으로 수마 쿰 라우데(최우수) 졸업했으며, 1992년 예일 로스쿨에서 법무박사(J.D.) 학위를 취득하였다.

## 논란
존 유는 2001~2003년 미국 법무부에서 9·11 테러 등 테러리스트들에 대한 아주 예외적인 경우 약한 정도의 물리력 사용을 정당화하는 보고서를 작성하여 부시 정권에 제공했다는 논란으로 유명하다. 이 사건으로 인해 UC 버클리 로스쿨의 일부 학생들은 존 유 교수의 해고를 요청하는 활동을 했으며, "Fire John Yoo"라는 웹사이트를 운영하기도 했다.

## 저서
- The Powers Of War And Peace: The Constitution And Foreign Affairs After 9/11 (ISBN 0-226-96031-5). University of Chicago Press, 2005.
- War by Other Means: An Insider's Account of the War on Terror (ISBN 0-87113-945-6). Atlantic Monthly Press, September 8 2006.

## 참고 문헌
1. ↑  John C. Yoo Times Topics 《The New York Times》2009-04-22
2. ↑  이러한 부시 행정부 당시 고위 법률보좌진에 대한 일련의 소송은 2012년 미국 법원의 무죄판결로 법적으로 종결되었다. www.firejohnyoo.org